# Lista Bułgarów w polskiej lidze żużlowej
Zawodnicy z Bułgarii w lidze żużlowej w Polsce
Uwaga! Niektórzy z zawodników mimo podpisanych umów nie wystąpili w żadnym oficjalnym meczu ligowym swoich drużyn.
(nazwiska w kolejności alfabetycznej)
| Nazwisko | Klub                 | Rok       |
| --- | -------------------- | --------- |
| Milen Manew, ur. 1979 | Wybrzeże Gdańsk      | 2010      |
| |                      |           |
| Georgi Petranow, ur. 1969 Uzyskał obywatelstwo polskie w połowie roku 1992, od kiedy startuje do zakończenia kariery jako zawodnik krajowy. | Stal Rzeszów         | 1990-1995 |
| Georgi Petranow, ur. 1969 Uzyskał obywatelstwo polskie w połowie roku 1992, od kiedy startuje do zakończenia kariery jako zawodnik krajowy. | Wybrzeże Gdańsk      | 1996      |
| Georgi Petranow, ur. 1969 Uzyskał obywatelstwo polskie w połowie roku 1992, od kiedy startuje do zakończenia kariery jako zawodnik krajowy. | Unia Tarnów          | 1997-2000 |
| Georgi Petranow, ur. 1969 Uzyskał obywatelstwo polskie w połowie roku 1992, od kiedy startuje do zakończenia kariery jako zawodnik krajowy. | Śląsk Świętochłowice | 2001      |
| Georgi Petranow, ur. 1969 Uzyskał obywatelstwo polskie w połowie roku 1992, od kiedy startuje do zakończenia kariery jako zawodnik krajowy. | Wanda Kraków         | 2003      |